# NApOc Mearim (G-150)
O NApOc Mearim (G-150) é um navio de apoio oceânico da classe Mearim, pertencente à Marinha do Brasil. A embarcação é a líder da classe, sendo a sexta belonave a ser nomeada desta forma na frota. O Mearim, junto com seus companheiros de classe, foi comissionado a 9 de julho de 2018.